# Hawker-Siddeley Trident
Hawker-Siddeley Trident, mais conhecido como Trident (modelo DH121 ou HS121) foi um avião projetado pela fabricante inglesa de Havilland na década de 1950 e construído pela Hawker-Siddeley na década de 1960, tendo sido o primeiro t-tail trimotor a jato do mundo.
Por ter sido projetado especificamente a pedidos da British European Airways, não teve muito apelo para atender às necessidades de outras companhias aéreas. Por este motivo, foram vendidas poucas unidades, deixando de ser utilizado na década de 1980. No entanto, ainda foi utilizado como transporte VIP da Força Aérea Chinesa na década de 1990.
Foi 1º avião da história da aviação com sistema de aterragem automática, em aeroportos devidamente equipados para isso.

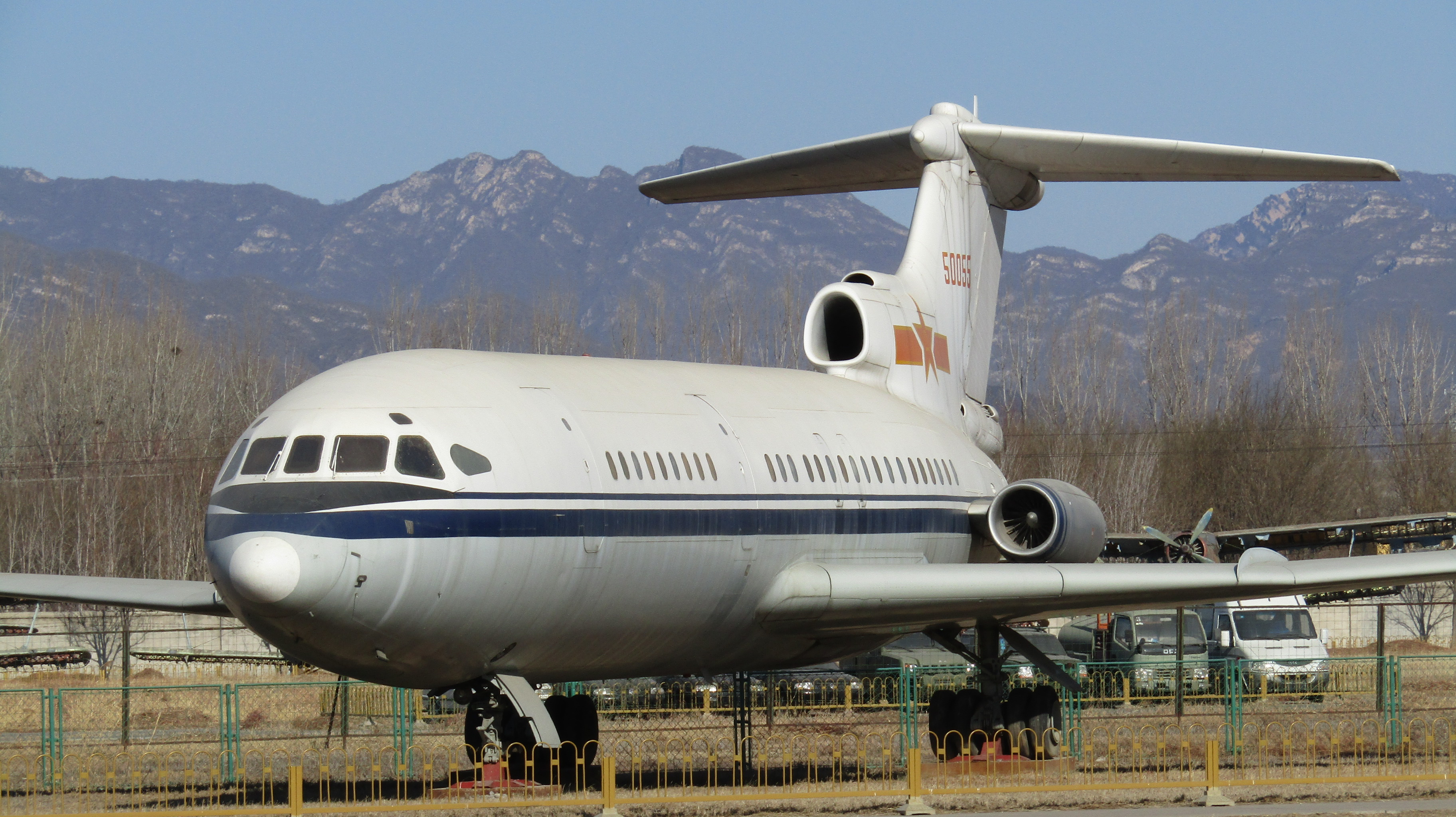
Trident 2 no Museu Chinês de Aviação, Pequim.
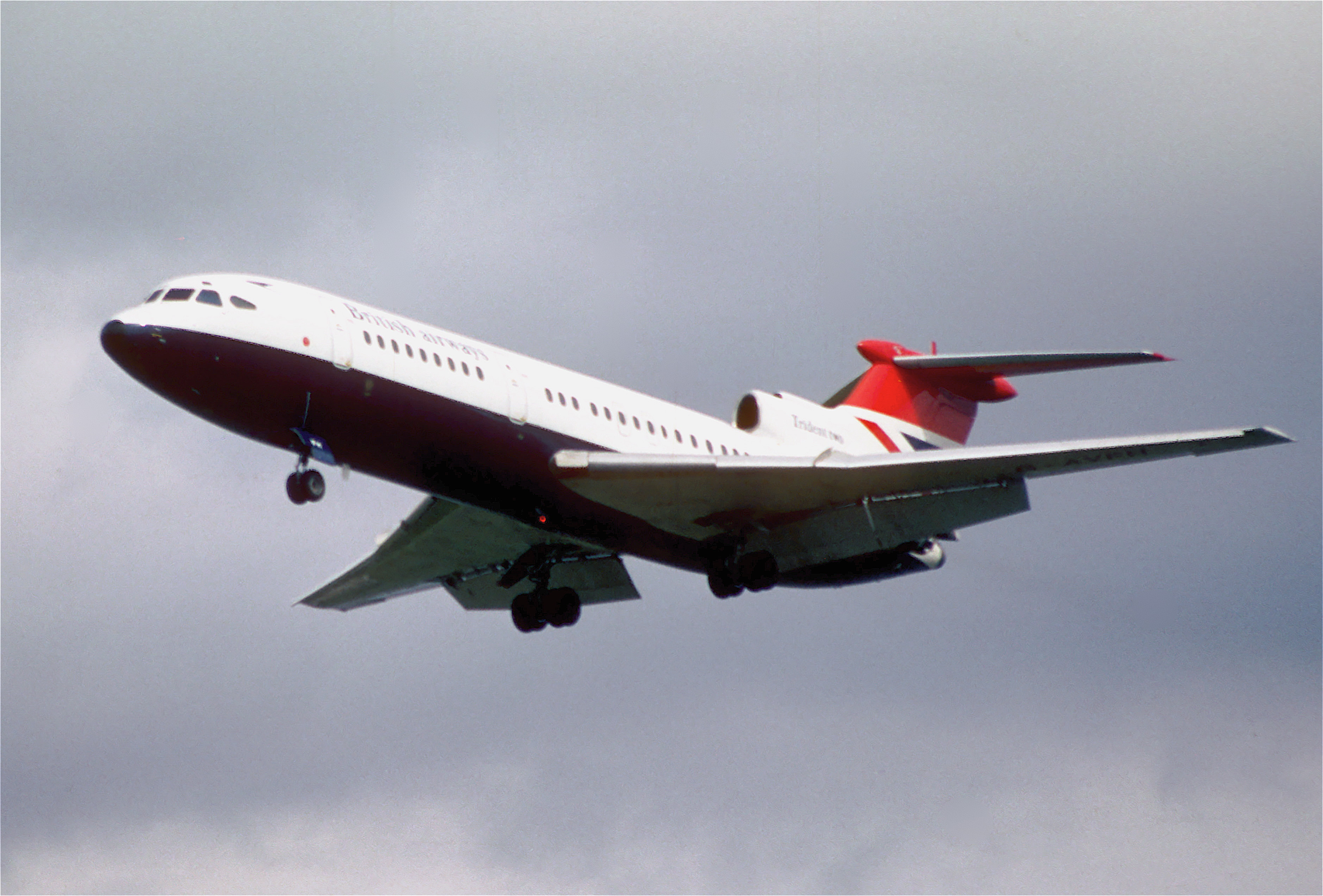
Trident 2E em aproximação do Aeroporto de Londres-Heathrow.
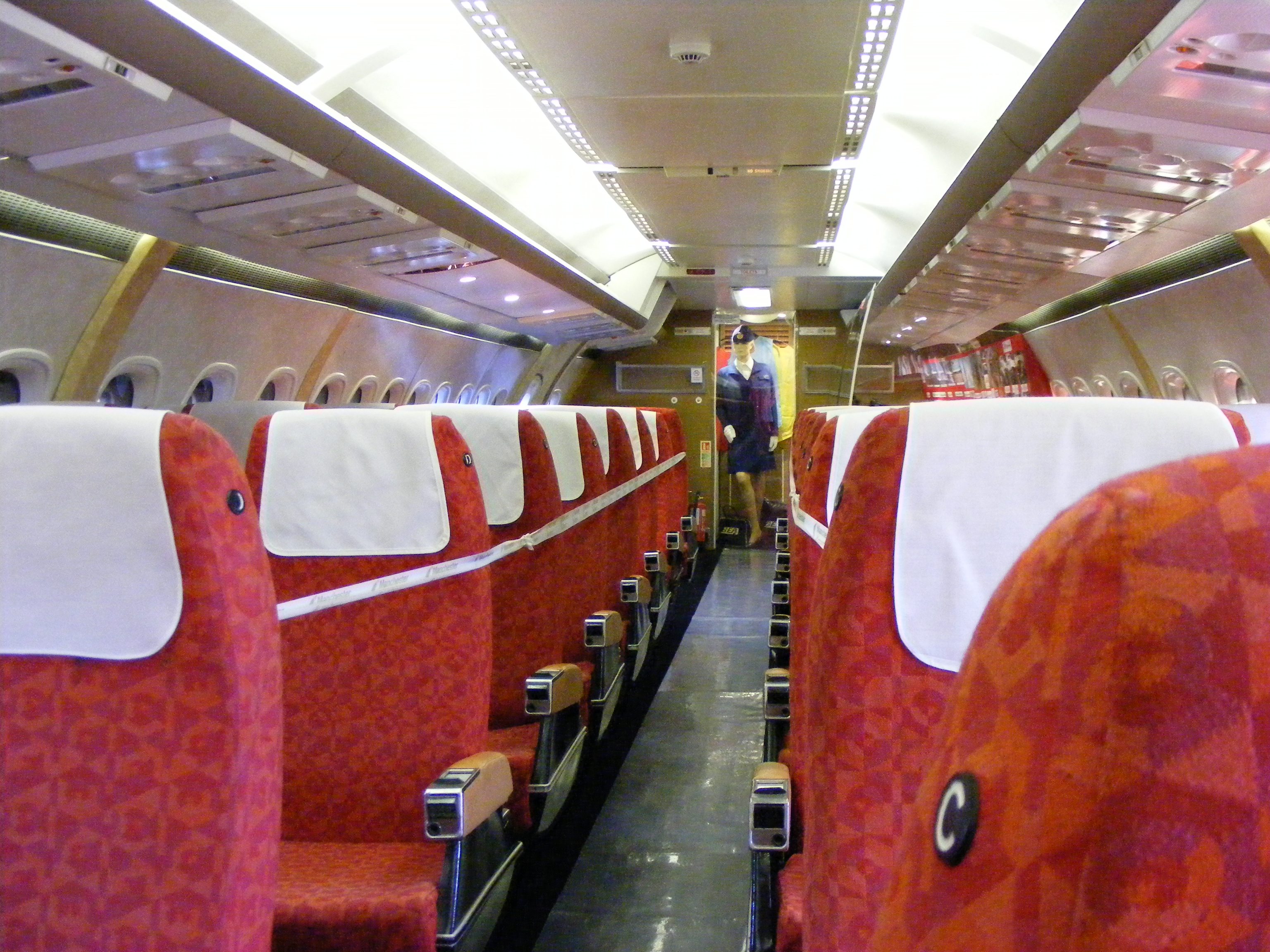
Interior de um Trident.
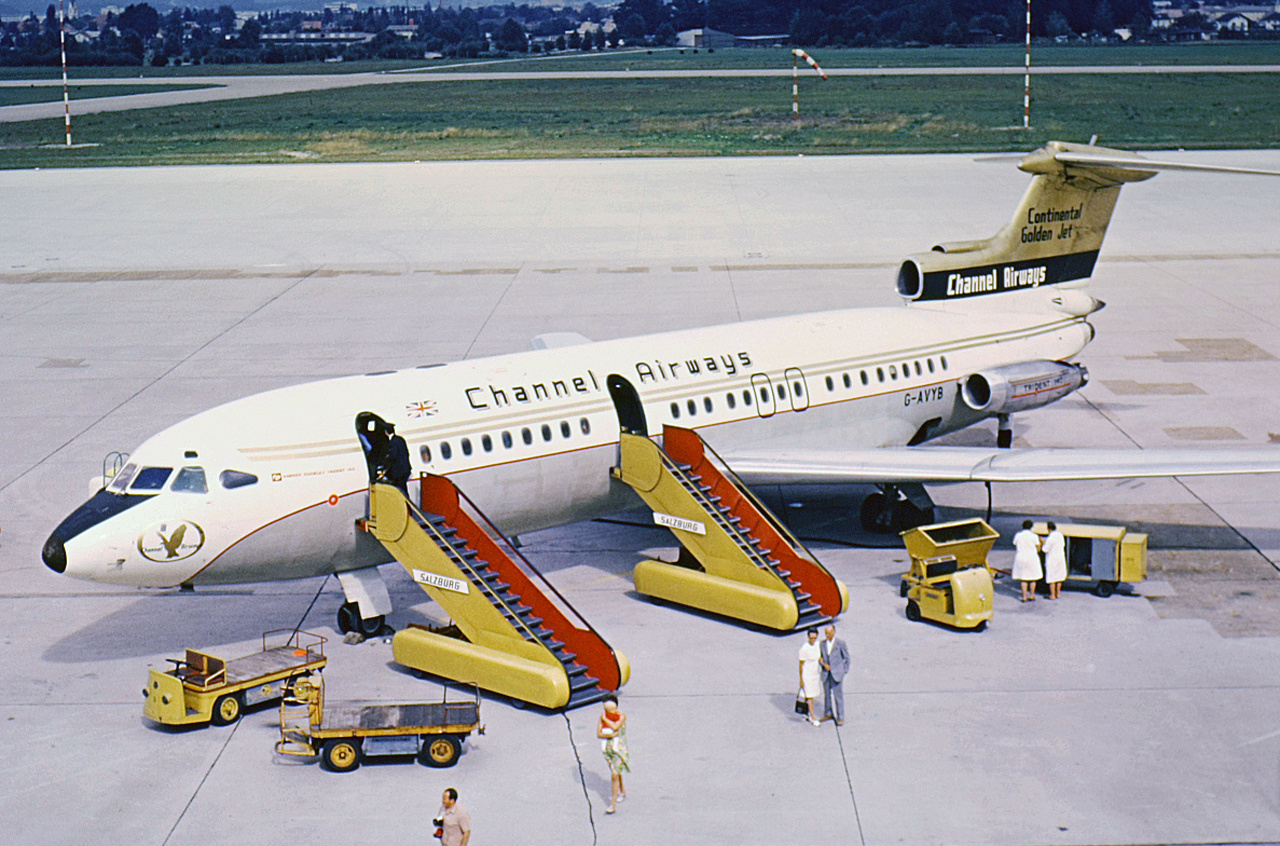
Trident 1E da Channel Airways no Aeroporto de Salzburgo.

## Especificações
|                                      | Trident 1                                                                             | Trident 1C                                                                            | Trident 1E                                                                            | Trident 2E                                                                            | Trident 3B                                                                            |
| ------------------------------------ | ------------------------------------------------------------------------------------- | ------------------------------------------------------------------------------------- | ------------------------------------------------------------------------------------- | ------------------------------------------------------------------------------------- | ------------------------------------------------------------------------------------- |
| Tripulação                           | Três (Capitão, Primeiro oficial e Operador do Painel de Sistemas [Engenheiro de Voo]) | Três (Capitão, Primeiro oficial e Operador do Painel de Sistemas [Engenheiro de Voo]) | Três (Capitão, Primeiro oficial e Operador do Painel de Sistemas [Engenheiro de Voo]) | Três (Capitão, Primeiro oficial e Operador do Painel de Sistemas [Engenheiro de Voo]) | Três (Capitão, Primeiro oficial e Operador do Painel de Sistemas [Engenheiro de Voo]) |
| Capacidade de assentos (Tipicamente) | 101 passageiros                                                                       | 101 passageiros                                                                       | 108 passageiros                                                                       | 115 passageiros                                                                       | 180 passageiros                                                                       |
| Comprimento                          | 34,98 metros (115 pés)                                                                | 34,98 metros (115 pés)                                                                | 34,98 metros (115 pés)                                                                | 34,98 metros (115 pés)                                                                | 39,98 metros (131 pés)                                                                |
| Envergadura                          | 27,38 metros (89,8 pés)                                                               | 27,38 metros (89,8 pés)                                                               | 29 metros (95,1 pés)                                                                  | 30 metros (98,4 pés)                                                                  | 30 metros (98,4 pés)                                                                  |
| Área alar                            | 126,2 m² (1 360 ft²)                                                                  | 126,2 m² (1 360 ft²)                                                                  | 131,5 m² (1 420 ft²)                                                                  | 135,8 m² (1 460 ft²)                                                                  | 135,8 m² (1 460 ft²)                                                                  |
| Enflechamento das asas               | 35 graus                                                                              | 35 graus                                                                              | 35 graus                                                                              | 35 graus                                                                              | 35 graus                                                                              |
| Altura total                         | 8,23 metros (27,0 pés)                                                                | 8,23 metros (27,0 pés)                                                                | 8,23 metros (27,0 pés)                                                                | 8,23 metros (27,0 pés)                                                                | 8,61 metros (28,2 pés)                                                                |
| Comprimento máx. da cabine           | 3,442 metros (11,3 pés)                                                               | 3,442 metros (11,3 pés)                                                               | 3,442 metros (11,3 pés)                                                               | 3,442 metros (11,3 pés)                                                               | 3,442 metros (11,3 pés)                                                               |
| Peso vazio operacional, típico       | 30 300 kg (66 800 lb)                                                                 | 30 500 kg (67 200 lb)                                                                 | 32 000 kg (70 500 lb)                                                                 | 33 200 kg (73 200 lb)                                                                 | 38 000 kg (83 800 lb)                                                                 |
| Peso de decolagem MTOW               | 49 000 kg (108 000 lb)                                                                | 52 000 kg (115 000 lb)                                                                | 58 000 kg (128 000 lb)                                                                | 64 600 kg (142 000 lb)                                                                | 68 000 kg (150 000 lb)                                                                |
| Velocidade de cruzeiro               | Mach 0,86 - 506 kn (937 km/h) (938 km/h (583 mph)) a 9 100 m (29 900 ft)              | Mach 0,86 - 506 kn (937 km/h) (938 km/h (583 mph)) a 9 100 m (29 900 ft)              | Mach 0,86 - 506 kn (937 km/h) (938 km/h (583 mph)) a 9 100 m (29 900 ft)              | Mach 0,86 - 506 kn (937 km/h) (938 km/h (583 mph)) a 9 100 m (29 900 ft)              | Mach 0,84 - 495 kn (917 km/h) - (918 km/h (570 mph)) a 9 100 m (29 900 ft)            |
| Alcance                              | 1 350 mi (2 170 km) (2 170 km (1 170 m.n.)                                            | 2 025 mi (3 260 km) (3 260 km (1 760 m.n.)                                            | 2 200 mi (3 540 km) (3 540 km (1 910 m.n.)                                            | 2 700 mi (4 350 km) (4 350 km (2 350 m.n.)                                            | 2 235 mi (3 600 km) (3 600 km (1 940 m.n.)                                            |
| Capacidade combustível               | 3 840 B-gal (17 500 l) (17 500 l (4 620 US-gal)                                       | 4 840 B-gal (22 000 l) (22 000 l (5 810 US-gal)                                       | 5 440 B-gal (24 700 l) (24 700 l (6 530 US-gal)                                       | 5 774 B-gal (26 200 l) (26 200 l (6 920 US-gal)                                       | 5 440 B-gal (24 700 l) (24 700 l (6 530 US-gal)                                       |
| Teto de serviço                      | 11 000 m (36 100 ft)                                                                  | 11 000 m (36 100 ft)                                                                  | 11 000 m (36 100 ft)                                                                  | 11 000 m (36 100 ft)                                                                  | 11 000 m (36 100 ft)                                                                  |
| Motorização                          | 3 x turbofans Rolls-Royce Spey RB163-1 Mk505-5                                        | 3 x turbofans Rolls-Royce Spey RB163-1 Mk505-5                                        | 3 x turbofans Rolls-Royce Spey RB163-25 Mk511-5                                       | 3 x turbofans Rolls-Royce Spey RB163-25 Mk512-5                                       | 3 x turbofans Rolls-Royce Spey RB163-25 Mk512-5 + 1 x Rolls-Royce RB162-86 Booster    |
| Empuxo                               | 3 x 4 720 kgf (46 300 N)                                                              | 3 x 4 720 kgf (46 300 N)                                                              | 3 x 5 170 kgf (50 700 N)                                                              | 3 x 5 420 kgf (53 200 N)                                                              | 3 x 5 420 kgf (53 200 N) + Booster 2 380 kgf (23 300 N)                               |